# Ngôn ngữ tại Thái Lan

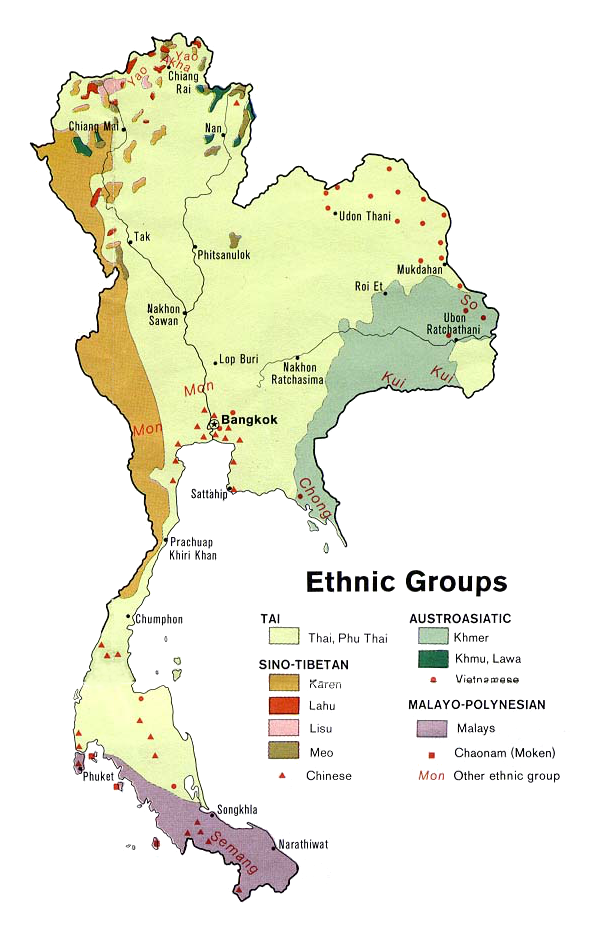
Bản đồ phân bố dân tộc Thái Lan

Thái Lan, và nước láng giềng Lào, có ngôn ngữ chủ đạo là thuộc nhóm ngôn ngữ Tai Tây Nam . Các ngôn ngữ Karen được nói dọc theo biên giới với Myanmar. Tiếng Khmer được sử dụng ở gần Campuchia, và tiếng Mã Lai thì ở phía nam gần Malaysia.